# Kpinnou
Kpinnou ist ein Arrondissement im Département Mono im westafrikanischen Staat Benin. Es ist eine Verwaltungseinheit, die der Gerichtsbarkeit der Kommune Athiémè untersteht.

## Demografie und Verwaltung
Gemäß der Volkszählung 2013 des beninischen Statistikamtes INSAE hatte das Arrondissement 8771 Einwohner, davon waren 4240 männlich und 4531 weiblich.
Von den 61 Dörfern und Quartieren der Kommune Athiémè entfallen zehn auf Kpinnou:
1. Avédji
2. Azonlihoué
3. Bocohoué
4. Condji-Agnamè
5. Don-Agbodougbé
6. Don-Kondji
7. Hahamè
8. Kodji Kponou
9. Kpinnou
10. Sazouékpa